# روي فايرستون
روي فايرستون (بالإنجليزية: Roy Firestone)‏ هو معلق رياضي وصحفي أمريكي، ولد في 8 ديسمبر 1953 في ميامي بيتش في الولايات المتحدة.

## وصلات خارجية
- روي فايرستون على موقع IMDb (الإنجليزية)
- روي فايرستون على موقع قاعدة بيانات الفيلم (الإنجليزية)